# Галя Ангелова
Галя Ангелова (нар. 10 листопада 1972) — колишня болгарська тенісистка.
Найвищу одиночну позицію світового рейтингу — 378 місце досягла 22 лютого 1993, парну — 231 місце — 5 жовтня 1992 року.
Здобула 3 одиночні та 5 парних титулів туру ITF.

## Фінали ITF

### Одиночний розряд: 4 (3–1)
| Легенда          |
| ---------------- |
| Турніри $100,000 |
| Турніри $75,000  |
| Турніри $50,000  |
| Турніри $25,000  |
| Турніри $10,000  |

| Фінали за покриттям |
| ------------------- |
| Тверде (1–0)        |
| Ґрунт (2–1)         |
| Трава (0–0)         |
| Килим (0–0)         |

| Результат | W–L | Дата     | Турнір                      | Рівень | Покриття | Суперниця      | Рахунок       |
| --------- | --- | -------- | --------------------------- | ------ | -------- | -------------- | ------------- |
| Перемога  | 1–0 | Вер 1990 | ITF Палермо, Італія         | 10,000 | Ґрунт    | Carmela Vitali | 6–4, 6–3      |
| Перемога  | 2–0 | Бер 1992 | ITF Рамат-га-Шарон, Ізраїль | 10,000 | Тверде   | Джина Ніланд   | 6–4, 7–5      |
| Перемога  | 3–0 | Чер 1992 | ITF Ковілян, Португалія     | 10,000 | Ґрунт    | Софія Празеріс | 3–6, 6–4, 6–1 |
| Поразка   | 3–1 | Вер 1994 | ITF Варна, Болгарія         | 10,000 | Ґрунт    | Дора Джилянова | 4–6, 3–6      |

### Парний розряд: 9 (5–4)
| Легенда          |
| ---------------- |
| Турніри $100,000 |
| Турніри $75,000  |
| Турніри $50,000  |
| Турніри $25,000  |
| Турніри $10,000  |

| Фінали за покриттям |
| ------------------- |
| Тверде (1–1)        |
| Ґрунт (4–3)         |
| Трава (0–0)         |
| Килим (0–0)         |

| Результат | W–L | Дата     | Турнір                      | Рівень | Покриття | Партнерка          | Суперниці                              | Рахунок             |
| --------- | --- | -------- | --------------------------- | ------ | -------- | ------------------ | -------------------------------------- | ------------------- |
| Перемога  | 1–0 | Вер 1991 | ITF Хасково, Болгарія       | 10,000 | Ґрунт    | Любомира Бачева    | Погорелова Олена Сухова Ірина          | 7–6, 6–7, 6–1       |
| Перемога  | 2–0 | Чер 1992 | ITF Ковілян, Португалія     | 10,000 | Ґрунт    | Цветелина Николова | Хара Хіроко Галина Місюрьова           | 7–5, 7–5            |
| Перемога  | 3–0 | Чер 1992 | ITF Авейру, Португалія      | 10,000 | Тверде   | Цветелина Николова | Сесіль Доре Хемма Махін                | 4–6, 6–3, 6–4       |
| Перемога  | 4–0 | Вер 1992 | ITF Бургас, Болгарія        | 10,000 | Ґрунт    | Цветелина Николова | Светлана Кривенчева Олена Лиховцева    | 3–6, 6–4, 6–3       |
| Поразка   | 4–1 | Вер 1992 | ITF Софія, Болгарія         | 25,000 | Ґрунт    | Любомира Бачева    | Курегян Каріна Кіррілі Шарп            | 6–7, 2–6            |
| Поразка   | 4–2 | Бер 1993 | ITF Рамат-га-Шарон, Ізраїль | 10,000 | Тверде   | Теодора Недева     | Баркан Неллі Шаповалова Тесса          | 2–6, 6–7(5)         |
| Поразка   | 4–3 | Чер 1993 | ITF Софія, Болгарія         | 10,000 | Ґрунт    | Теодора Недева     | Лаура Монтальво Валентіна Соларі       | 6–7(6), 6–2, 6–7(4) |
| Поразка   | 4–4 | Чер 1993 | ITF Пловдив, Болгарія       | 10,000 | Ґрунт    | Теодора Недева     | Цветелина Николова Антоанета Пандєрова | 3–6, 3–6            |
| Перемога  | 5–4 | Вер 1993 | ITF Софія, Болгарія         | 25,000 | Ґрунт    | Любомира Бачева    | Патрісія Маркова Зузана Немшакова      | 6–0, 7–5            |